# کور کردن

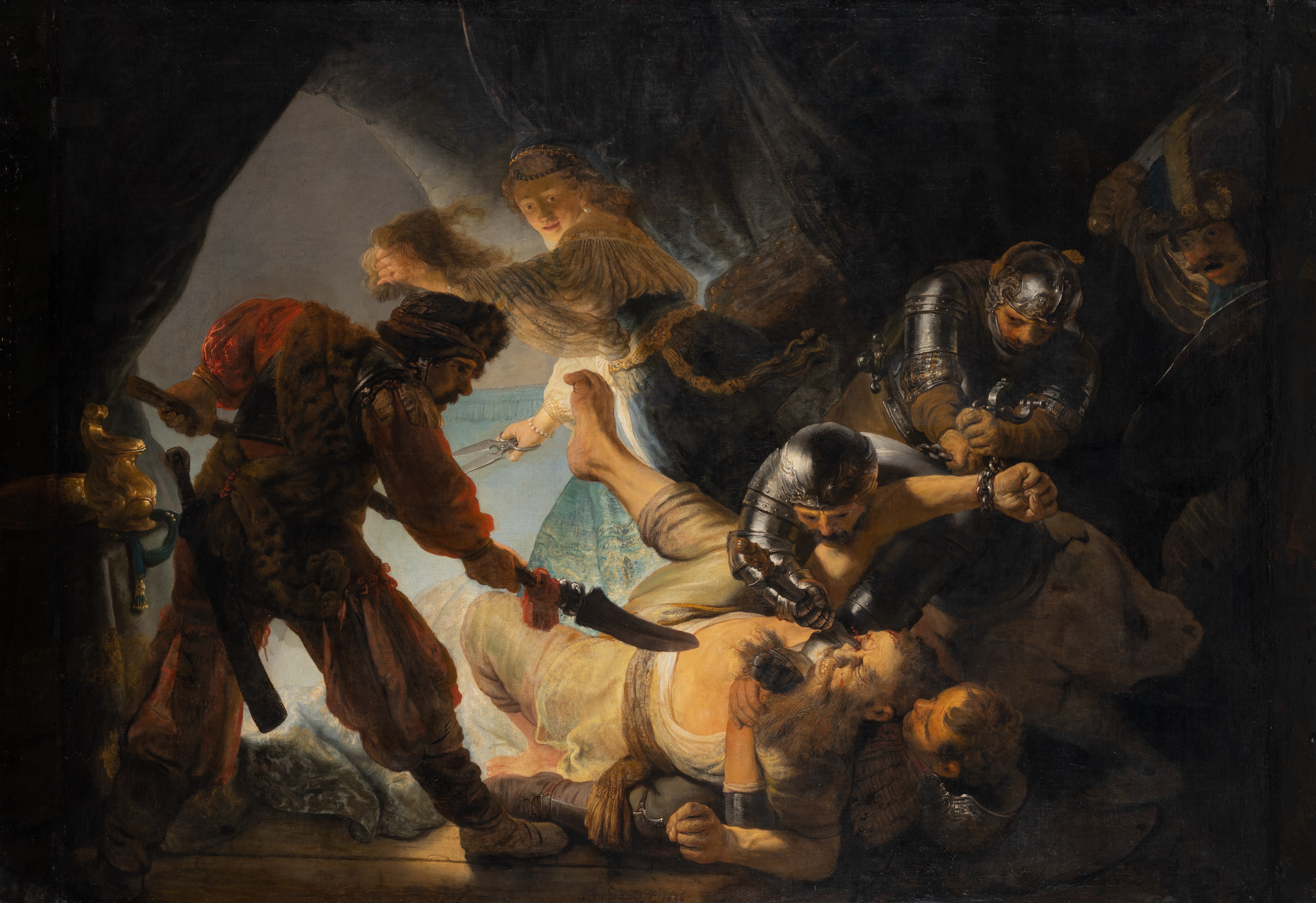
کور شدن سامسون. رامبراند ون راین، ۱۶۳۶، اشتادل فرانکفورت

کور کردن (به انگلیسی: Blinding) نوعی تنبیه بدنی است که منجر به از دست دادن کامل یا تقریباً کامل بینایی می‌شود. به عنوان یک عمل انتقام‌جویی و شکنجه استفاده می‌شد. این مجازات از دوران باستان استفاده می‌شده‌است. اساطیر یونانی چندین اشاره به کور کردن به عنوان مجازات الهی دارد که نشان دهنده عملکرد انسان است.
در امپراتوری بیزانس و بسیاری از جوامع تاریخی دیگر، کور کردن چشم‌ها با بیرون آوردن چشم‌ها از حدقه (کاسه چشم)، گاهی با استفاده از پوکر داغ، و با ریختن یک ماده جوشنده مانند سرکه، روی آنها انجام می‌شد.